# Andrij Pawłyszyn
Andrij Pawłyszyn (ukr. Андрій Павлишин; ur. 30 lipca 1964 we Lwowie) – ukraiński dziennikarz, działacz społeczny, historyk i tłumacz. Zajmuje się stosunkami polsko-ukraińskimi, twórczością Bruno Schulza i tłumaczeniami z języka polskiego na ukraiński.

## Życiorys
Urodził się w rodzinie pracownika fizycznego i pielęgniarki, wysiedlonych z Polski do ZSRR w ramach tzw. umów republikańskich.
Studia na Uniwersytecie Lwowskim ze specjalizacją w historii nowożytnej Ukrainy ukończył z wyróżnieniem. Po ukończeniu studiów rozpoczął pracę jako nauczyciel w szkole. Został przewodniczącym ukraińskiego oddziału Amnesty International. Został powołany na wykładowcę historii Ukrainy Ukraińskiego Uniwersytetu Katolickiego we Lwowie.
Został jednym z redaktorów czasopisma „Ji”, kierował „Lwiwśką hazetą” (Gazetą Lwowską). Prowadził program telewizyjny „Polityczna szachiwnycia”.
Uczestniczył w International Visitor Program Departamentu Stanu USA.
Dwukrotnie został wybrany do Rady Miejskiej Lwowa. Był współzałożycielem Lwowskiego Forum Wydawców.
Kilkakrotnie otrzymywał stypendia rządu polskiego w związku z działalnością tłumacza języka polskiego.

## Przekłady na język ukraiński
- Jerzy Ficowski, „Regiony wielkiej herezji i okolice. Bruno Schulz i jego mitologia”
- Aleksander Fredro, „Trzy po trzy”
- Janusz Korczak, „Stronicami biografii”
- Józef Łobodowski, „Przeciw upiorom przeszłości”
- Czesław Miłosz, „Wielkie Księstwo Literatury”
- Zbigniew Herbert, „Martwa natura z wędzidłem”, „Labirynt nad morzem”, „Barbarzyńca w ogrodzie”
- Bruno Schulz, „Sanatorium pod Klepsydrą”
- Wojciech Pestka „Do zobaczenia w piekle”